# Colline-Beaumont
Colline-Beaumont är en kommun i departementet Pas-de-Calais i regionen Hauts-de-France i norra Frankrike. Kommunen ligger i kantonen Berck som tillhör arrondissementet Montreuil. År 2022 hade Colline-Beaumont 129 invånare.

## Befolkningsutveckling
Antalet invånare i kommunen Colline-Beaumont
| Referens: INSEE |